# Jean-Charles Lepidi
Pour les articles homonymes, voir Lepidi.
Jean-Charles Lepidi, né le 17 juillet 1921 à La Seyne-sur-Mer et décédé le 9 août 2009 à Neuilly-sur-Seine, est un homme politique français.

## Biographie
D'origine corse et résistant durant la Seconde Guerre mondiale, Jean-Charles Lepidi entre en politique auprès du général de Gaulle et représente l'UNR dans la 8e circonscription de Paris (recouvrant exactement le 10e arrondissement. Il est élu député lors de trois mandats consécutifs, de 1958 à 1968. Il est aussi conseiller de Paris de 1965 à 1968.
Il est rapporteur du plan de Constantine en 1959.